# Teatro Comunale (Florència)
El Teatro Comunale ('Teatre Municipal' en català) de Florència està situat al carrer Corso Italia i és el teatre més gran d'aquesta ciutat.
Va ser fundat l'any 1862 com a casa de comèdies a l'aire lliure (anomenada Arena Fiorentina) en una zona pròxima a les muralles de la ciutat, però a la banda de fora. Va ser cobert sobre un projecte de l'arquitecte Telemaco Bonaiuti durant el període en què Florència va ser capital d'Itàlia (1865-1871) i va prendre el nom de Politeama fiorentino. Disposava en aquella època d'una façana en estil neoclàssic. Va ser destruït en un incendi a l'any de la seua inauguració, i després danyat per un bombardeig l'any 1944 i greument deteriorat arran de la riuada de Florència. L'any 1966 va ser reconstruït en la forma actual, sobre projecte d'Alessandro Giuntoli: una vasta platea i dues grans galeries semicirculars de llotges, amb un total de 2.003 seients. El complex teatral inclou una sala de menors dimensions, anomenada Piccolo Teatro (Petit Teatre) que pot acollir fins a 600 espectadors. La denominació de Comunale (Municipal) data de l'any 1933.
Com a centre del festival anomenat Maggio Musicale Fiorentino (Maig Musical Florentí), pel seu escenari han passat els grans noms internacionals de la música, l'òpera i el ballet: Vittorio Gui, Bruno Walter, Wilhelm Furtwängler, Dimitri Mitropoulos, Zubin Mehta, Herbert von Karajan, Riccardo Muti, Maria Callas, Pietro Mascagni, Richard Strauss, Paul Hindemith, Béla Bartók, Ígor Stravinski, Luigi Dallapiccola, Luigi Nono, Karlheinz Stockhausen, Luciano Berio, etc. Entre els directors d'escena cal recordar a Max Reinhardt, Gustav Gründgens, Luchino Visconti, Franco Zeffirelli, Luca Ronconi, Bob Wilson, Giorgio de Chirico i Oskar Kokoschka.